# رنه هبینگر
رنه هبینگر (انگلیسی: René Hebinger; ۲۲ ژوئیهٔ ۱۹۲۱ – ۱۹ اوت ۲۰۰۸) بازیکن فوتبال بود.
از باشگاه‌هایی که در آن بازی کرده‌است می‌توان به باشگاه فوتبال بازل اشاره کرد.
وی همچنین در تیم ملی فوتبال فرانسه بازی کرده‌است.